# Sfida a Baltimora
Sfida a Baltimora (Stand Up and Fight) è un film del 1939 di W. S. Van Dyke con Robert Taylor.

## Produzione
Il film, diretto da W.S. Van Dyke su una sceneggiatura di James M. Cain, Jane Murfin e Harvey Fergusson e, per alcuni dialoghi addizionali, Laurence Stallings (non accreditato) con il soggetto di Forbes Parkhill, fu prodotto da Mervyn LeRoy per la Metro-Goldwyn-Mayer e la Loew's e girato a Butte Meadows, Chico, Jonesville e Sterling City, in California, nel settembre 1938. Il titolo di lavorazione fu Give and Take.

## Colonna sonora
- Oh! Susanna (1846) - scritta da Stephen Foster, suonata nei titoli d'aperura
- Turkey In The Straw - tradizionale, suonata nei titoli d'aperura
- Jeanie With the Light Brown Hair (1854) - scritta da Stephen Foster, suonata alla fine

## Distribuzione
Il film fu distribuito con il titolo Stand Up and Fight negli Stati Uniti dal 6 gennaio 1939 al cinema dalla Metro-Goldwyn-Mayer.
Altre distribuzioni:
- in Portogallo l'8 maggio 1939 (O Escravo Branco)
- in Finlandia il 1º giugno 1939 (Kapteeni Peloton)
- in Danimarca il 26 giugno 1939 (Bedste mand vinder)
- in Ungheria il 29 giugno 1939 (A vasöklű)
- in Francia il 6 luglio 1939 (Trafic d'hommes)
- in Svezia l'8 aprile 1940 (Revansch!)
- in Brasile (Amor de Um Espião e O Amor de um Espia)
- in Germania (Auf in den Kampf e Die Stunde der Vergeltung)
- in Grecia (Skapaneis tis Dyseos)
- in Italia (Sfida a Baltimora)